# Карико, Каталин
Каталин Карико (венг. Karikó Katalin; род. 17 января 1955, Сольнок, Венгрия) — американский биохимик венгерского происхождения, специализирующаяся на РНК-опосредованных механизмах. Её исследования заключались в разработке транскрибируемой in vitro мРНК для белковой терапии. Лауреат Нобелевской премии по физиологии и медицине 2023 года вместе с Дрю Вайсманом за «открытия, касающиеся модификаций нуклеозидных оснований, которые позволили разработать эффективные мРНК-вакцины против COVID-19». Она была соучредителем и генеральным директором RNARx с 2006 по 2013 год. С 2013 года Карико была связана с BioNTech RNA Pharmaceuticals, сначала в качестве вице-президента, а в 2019 году была повышена до старшего вице-президента. Она также является адъюнкт-профессором Пенсильванского университета.
Работа Карико включает научные исследования РНК-опосредованной активации иммунной системы, результатом чего стало совместное открытие с американским иммунологом Дрю Вайсманом нуклеозидных модификаций, подавляющих иммуногенность РНК. Эти исследования рассматриваются как дополнительный вклад в терапевтическое использование мРНК. Вместе с Вайсманом она владеет патентами США на применение неиммуногенной РНК, модифицированной нуклеозидами. Эта технология была лицензирована BioNTech и Moderna для разработки своих технологий замены белков, и также использовалась для их вакцин против COVID-19. Она и Вайсман получили множество наград, в том числе престижную премию Ласкера-Дебейки за клинические медицинские исследования. Член Американского философского общества (2024) и НАН США (2025).

## Биография

### Ранние годы и образование
Карико выросла в Кишуйсаллаше, Венгрия, в маленьком доме без водопровода, холодильника и телевизора. Её отец был мясником, а мать — бухгалтером. В средней школе она преуспевала в естественно-научных дисциплинах, получала призовые места на общенациональной биологической олимпиаде, окончила Реформатскую гимназию имени Морица Жигмонда (Móricz Zsigmond Református Gimnázium).

### Научная карьера
После получения докторской степени в Сегедском университете Карико продолжила свои исследования и поступила в постдокторантуру в Институте биохимии Центра биологических исследований Венгрии. В 1985 году лаборатория лишилась финансирования, и она уехала из Венгрии в США с мужем и двухлетней дочерью. Они контрабандой провезли 900 фунтов стерлингов, полученных на чёрном рынке в обмен на выручку от продажи автомобиля, в плюшевом мишке дочери.
В период с 1985 по 1988 год, работая постдоком в Университете Темпл в Филадельфии и Университете медицинских наук в Бетесде в штате Мэриленд, (1988—1989) Карико участвовала в клиническом испытании, в котором пациенты со СПИДом, гематологическими заболеваниями и с синдромом хронической усталости лечили с помощью двухцепочечной РНК (дцРНК). В то время это считалось новаторским исследованием, поскольку молекулярный механизм индукции интерферона дцРНК не был известен, хотя противовирусные и противоопухолевые эффекты интерферона были хорошо задокументированы.
В 1989 году она была нанята Пенсильванским университетом и работала с кардиологом Эллиотом Барнатаном над информационной РНК. В 1990 году, будучи адъюнкт-профессором Медицинской школы Перельмана при Пенсильванском университете, Карико подала свою первую заявку на грант, в которой предложила создать генную терапию на основе мРНК. С тех пор терапия на основе мРНК является основным исследовательским интересом Карико. Она собиралась стать профессором, но отказ в предоставлении гранта привел к понижению её в должности университетом в 1995 году. Она осталась и в 1997 году познакомилась с Дрю Вайсманом, профессором иммунологии Пенсильванского университета. Её настойчивость в достижении цели была исключительная по сравнению с теми нормами исследовательской работы, которые царят в академических учреждениях.
Ключевое открытие Карико пришло после того, как она сосредоточилась на том, почему транспортная РНК, используемая в качестве контроля в эксперименте, не вызывала ту же иммунную реакцию, что и матричная РНК. В серии статей, начиная с 2005 г., Карико и Вайсман описали, как специфические модификации нуклеозидов в мРНК приводят к снижению иммунного ответа. Они основали небольшую компанию и в 2006 и 2013 годах получили патенты на использование нескольких модифицированных нуклеозидов для снижения противовирусного иммунного ответа на мРНК. Вскоре после этого университет продал лицензию на интеллектуальную собственность Гэри Далю, главе компании-поставщика лабораторных услуг, которая в конечном итоге стала Cellscript. Несколько недель спустя Flagship Pioneering, венчурная компания, поддерживающая Moderna, связалась с ней, чтобы получить лицензию на патент. Карико сказала: «У нас этого нет». В начале 2013 года Карико узнала о сделке Moderna на 240 миллионов долларов с AstraZeneca по разработке мРНК VEGF. Карико поняла, что у неё не будет возможности применить свой опыт с мРНК в Университете Пенсильвании, поэтому она заняла должность вице-президента BioNTech RNA Pharmaceuticals (а впоследствии стала старшим вице-президентом в 2019 году).
Её исследования и специализация включают генную терапию на основе информационной РНК, РНК-индуцированные иммунные реакции, молекулярные основы ишемической толерантности и лечение ишемии мозга.

## Личная жизнь
Карико замужем за Белой Франсия. Они родители двукратной олимпийской чемпионки по гребле Сьюзан Франсия. Их внук, Алексендер Беэр Амос, родился в США в феврале 2021 года у их дочери и зятя, архитектора Райана Амоса. Карико присутствовала при рождении своего внука.
Переселившиеся из Кишуйсаллаша и Сегеда в Филадельфию в Соединённых Штатах Америки, Карико и её муж не отказались от венгерского гражданства. Поскольку Бела Франсия не поехал в штаб-квартиру BioNTech в Майнце в 2013 году, Каталин Карико с 2013 года курсирует между Европой и Америкой. Она также часто бывает в Венгрии.

## Премии и награды
- 2020 — Премия Розенстила
- 2021 — Премия имени Сеченьи
- 2021 — Медаль Вильгельма Экснера
- 2021 — Премия принцессы Астурийской
- 2021 — BBVA Foundation Frontiers of Knowledge Award[33]
- 2021 — Золотой гусь
- 2022 — Медаль Джесси Стивенсон-Коваленко
- 2022 — Премия Ласкера — Дебейки за клинические медицинские исследования
- 2022 — Премия за прорыв в области медицины
- 2022 — Премия Пауля Эрлиха и Людвига Дармштедтера[англ.]
- 2022 — Pearl Meister Greengard Prize[англ.]
- 2022 — Премия L’Oréal — ЮНЕСКО «Для женщин в науке»
- 2022 — Louis-Jeantet Prize for Medicine[англ.]
- 2022 — Медаль Бенджамина Франклина
- 2022 — Медаль Гельмгольца
- 2022 — VinFuture Prize[англ.]
- 2023 — Нобелевская премия по физиологии и медицине
- 2023 — Венгерский орден Святого Стефана[34]

## Избранные публикации
- Anderson, Bart R.; Muramatsu, Hiromi; Nallagatla, Subba R.; Bevilacqua, Philip C.; Sansing, Lauren H.; Weissman, Drew; Karikó, Katalin (September 2010). Incorporation of pseudouridine into mRNA enhances translation by diminishing PKR activation. Nucleic Acids Research. 38 (17): 5884–92. doi:10.1093/nar/gkq347. PMC 2943593. PMID 20457754.
- Karikó, Katalin; Muramatsu, Hiromi; Welsh, Frank A.; Ludwig, János; Kato, Hiroki; Akira, Shizuo; Weissman, Drew (November 2008). Incorporation of pseudouridine into mRNA yields superior nonimmunogenic vector with increased translational capacity and biological stability. Molecular Therapy. 16 (11): 1833–40. doi:10.1038/mt.2008.200. PMC 2775451. PMID 18797453.
- Karikó, Katalin; Buckstein, Michael; Ni, Houping; Weissman, Drew (August 2005). Suppression of RNA recognition by Toll-like receptors: the impact of nucleoside modification and the evolutionary origin of RNA. Immunity. 23 (2): 165–75. doi:10.1016/j.immuni.2005.06.008. PMID 16111635.
- Karikó, Katalin; Weissman, Drew; Welsh, Frank A. (November 2004). Inhibition of toll-like receptor and cytokine signaling – a unifying theme in ischemic tolerance. Journal of Cerebral Blood Flow and Metabolism. 24 (11): 1288–304. doi:10.1097/01.WCB.0000145666.68576.71. PMID 15545925.
- Karikó, Katalin; Ni, Houping; Capodici, John; Lamphier, Marc; Weissman, Drew (March 2004). mRNA is an endogenous ligand for Toll-like receptor 3. The Journal of Biological Chemistry. 279 (13): 12542–50. doi:10.1074/jbc.M310175200. PMID 14729660.